# Karczemka (województwo lubuskie)
Karczemka – osada w Polsce, w województwie lubuskim, w powiecie zielonogórskim, w gminie Bojadła.
Do 2023 miejscowość była przysiółkiem wsi Bojadła.
W latach 1975–1998 Karczemka położona była w województwie zielonogórskim.